# Gargas (Vaucluse)
Gargas ist eine französische Gemeinde im Département Vaucluse in der Region Provence-Alpes-Côte d’Azur. Sie gehört zum Arrondissement Apt und zum Kanton Apt. Die Bewohner nennen sich Gargassiens oder Gargassiennes.

## Geografie
Gargas ist aus einer Hauptsiedlung und den Weilern Le Château, La Coquillade, La Grand Fontaine, Le Jas, Les Lombards, Perrotet, Saint-Jean, Les Tamisiers, Les Sauvans, Les Vieux Sauvans und Les Margouillons zusammengesetzt. Die Gemeindegemarkung grenzt im Norden an Saint-Saturnin-lès-Apt, im Osten und im Südosten an Apt, im Südwesten an Bonnieux und im Westen an Roussillon.

## Bevölkerungsentwicklung
| 1962 | 1968 | 1975 | 1982 | 1990 | 1999 | 2006 | 2011 |
| ---- | ---- | ---- | ---- | ---- | ---- | ---- | ---- |
| 614  | 690  | 1065 | 1870 | 2875 | 2928 | 2980 | 2900 |

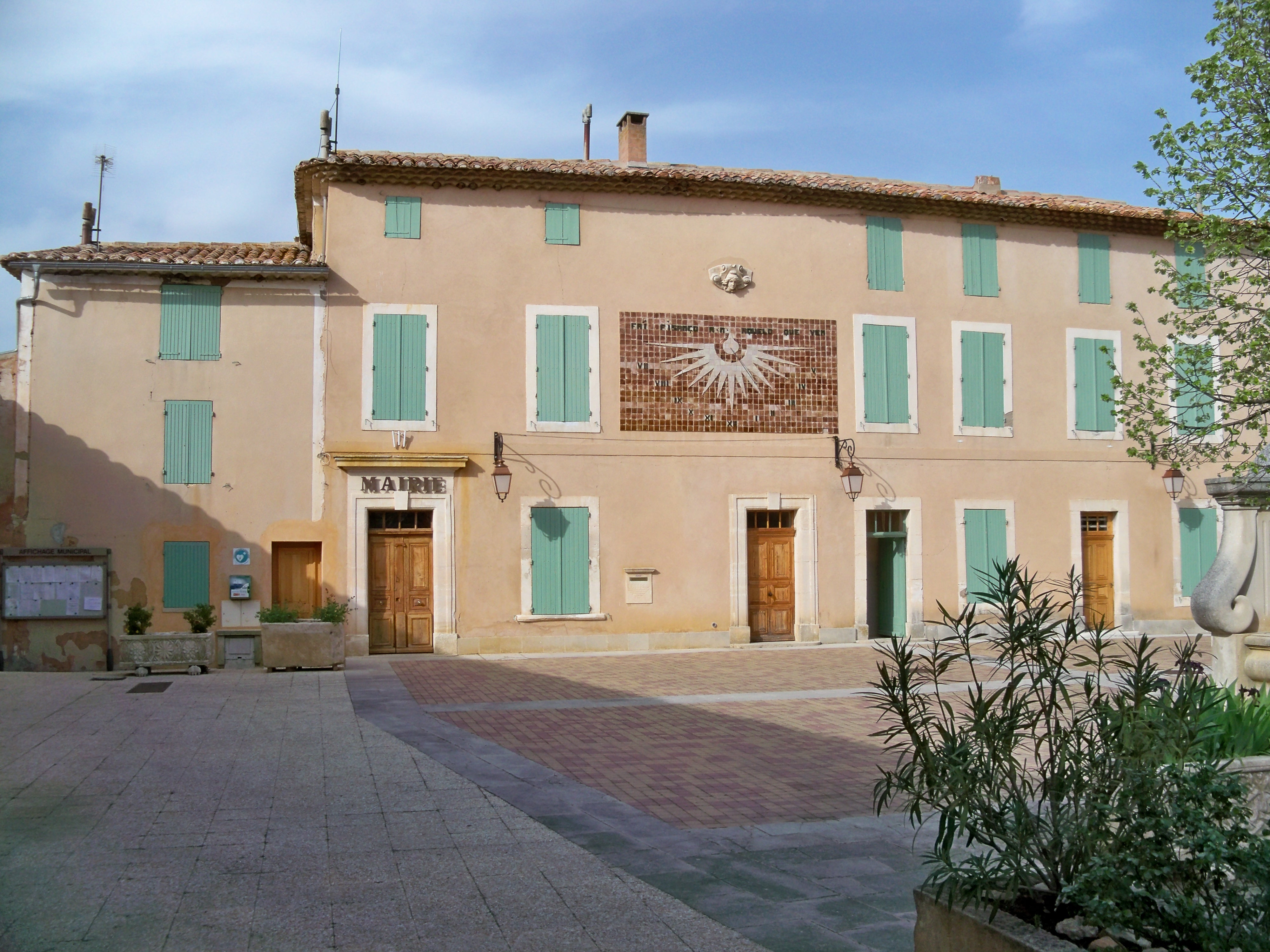
Gemeindeamt (Mairie)
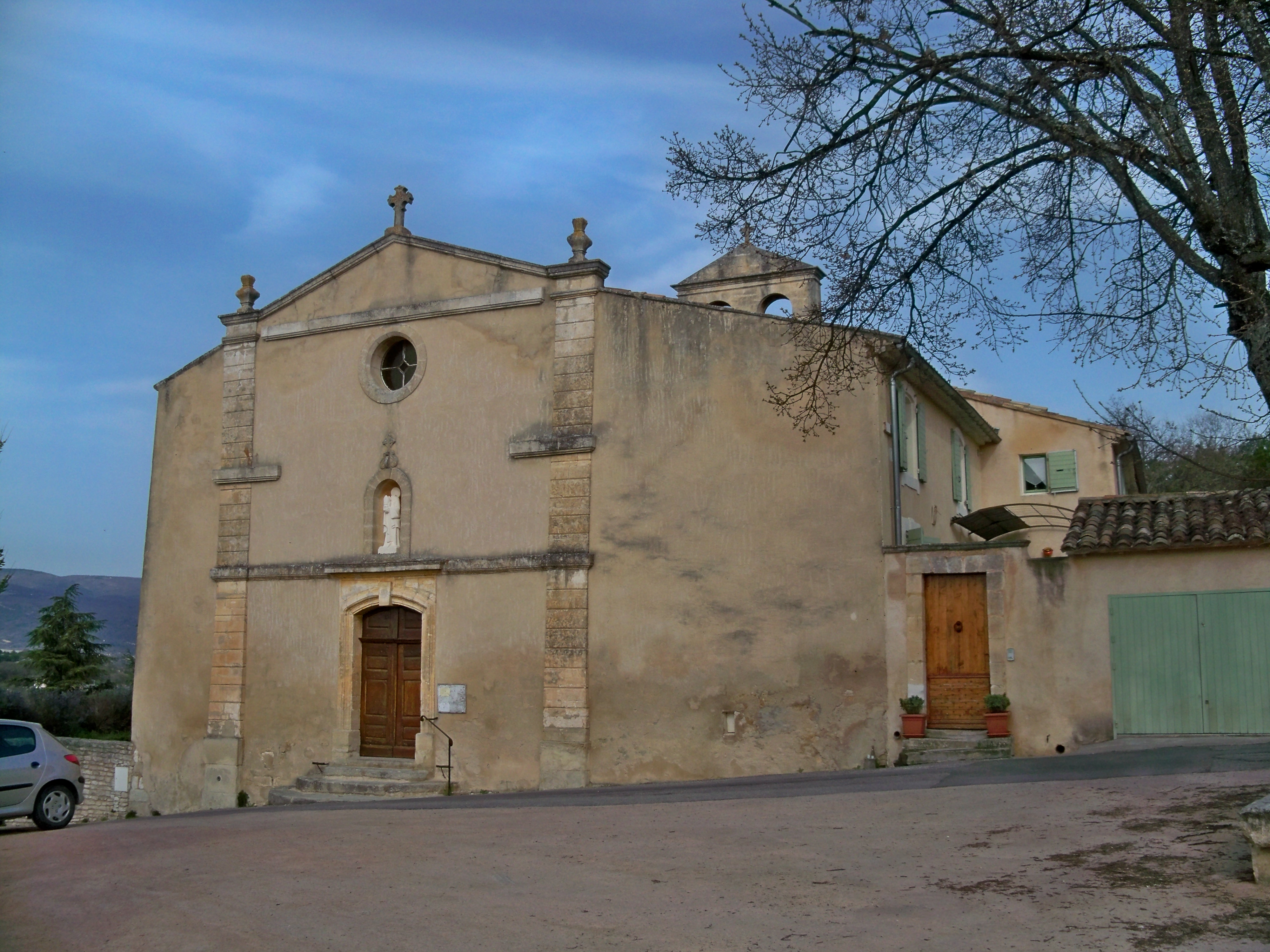
Kirche Saint-Denis
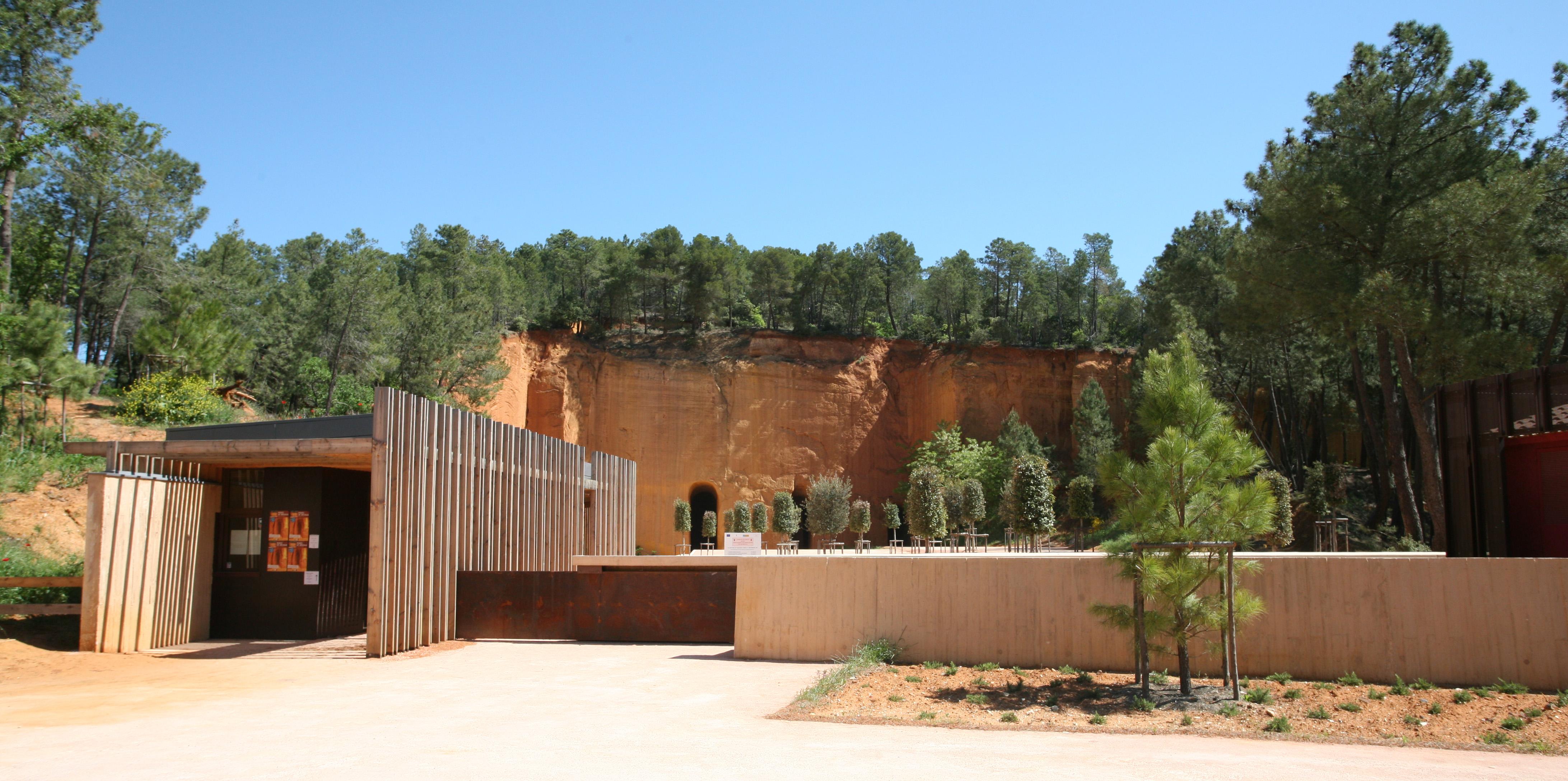
Bergwerk „Mines de Bruoux“
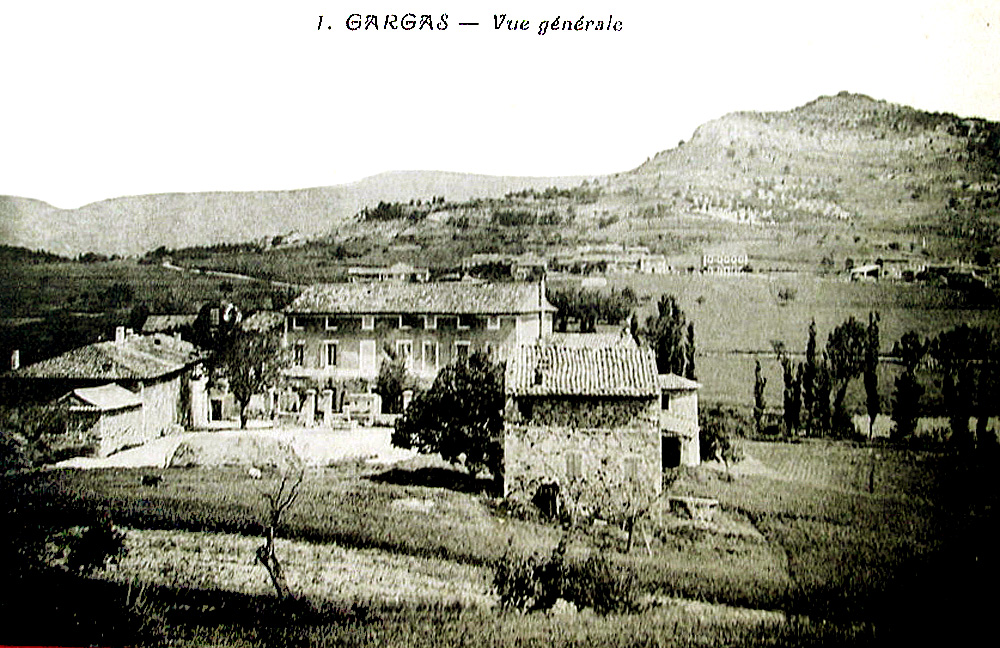
Gargas auf einer alten Postkarte